# El hombre y lo divino
El hombre y lo divino es una obra escrita por María Zambrano, cuya primera edición fecha de 1955 y la definitiva (aumentada) de 1973.
Se trata de una de las obras centrales de María Zambrano, donde su razón poética alcanza ya, según el estudioso Jesús Moreno Sanz, pleno movimiento.
En esta obra, Zambrano estudia la relación entre lo humano y lo divino, así como el sentido metafísico-experiencial del amor y la muerte, entre otros temas. A través del discurso de la autora, vemos cómo lo divino se despliega como proceso tanto en la historia como en cada vida personal.
Las luces y las sombras, la tragedia y la esperanza son componentes de este pensamiento, en un equilibrio tembloroso que tan solo se resuelve en la vivencia propia, pues la razón poética no es solo un concepto, sino también un modo de relación con el mundo.